# Ringer-Juniorenweltmeisterschaften 2009
Die Ringer-Juniorenweltmeisterschaften 2009 fanden vom 4. August bis 9. August im türkischen Ankara statt.

## Junioren, griechisch-römisch

### Ergebnisse
| Klasse  | Gold               | Silber            | Bronze                                      |
| ------- | ------------------ | ----------------- | ------------------------------------------- |
| -50 kg  | Artur Umbetkalijew | Javier Gonzalez   | Eduard Simonjan Churschud Babaschow         |
| -55 kg  | Orxan Əhmədov      | Mohammad Hatami   | Kanybek Tscholtschbekow Alexander Mikaeljan |
| -60 kg  | Həsən Əliyev       | Rahman Bilici     | Artschil Turmanidse Grigori Jawrunjan       |
| -66 kg  | Saeid Abdvali      | Migran Arutjunjan | Frank Stäbler Howhannes Wardereschjan       |
| -74 kg  | Asisibek Murodow   | Dosschan Kartikow | Damian Janikowski Kim Jin-Hyeok             |
| -84 kg  | Babak Ghorbani     | Alan Chugajew     | Artur Aleksanjan Tuomas Tarino              |
| -96 kg  | Yasmany Cabrera    | Coskun Efe        | Michail Danilow Islam Magomedow             |
| -120 kg | Rıza Kayaalp       | Wladimir Ilnitski | Bashir Babajanzadeh Taisto Lalli            |

### Medaillenspiegel (griechisch-römisch)
| Rang | Land          | Gold | Silber | Bronze |
| ---- | ------------- | ---- | ------ | ------ |
| 1    | Iran          | 2    | 1      | 1      |
| 2    | Aserbaidschan | 2    | 0      | 1      |
| 3    | Kasachstan    | 1    | 1      | 0      |
| 3    | Türkei        | 1    | 1      | 0      |
| 3    | Kuba          | 1    | 1      | 0      |
|      | …             |      |        |        |
| 8    | Deutschland   | 0    | 1      | 1      |

## Junioren, freier Stil

### Ergebnisse
| Klasse  | Gold            | Silber                  | Bronze                                    |
| ------- | --------------- | ----------------------- | ----------------------------------------- |
| -50 kg  | Ahmet Peker     | Rustam Ampar            | Nodirjon Safarow Anatoli Buruian          |
| -55 kg  | Hassan Rahimi   | Rahul Aware             | Michail Iwanow Jasar Alijew               |
| -60 kg  | Timur Tsabolow  | Agahujesejin Mustafajew | Jordan Oliver Jalil Lashani               |
| -66 kg  | Jabrail Hasanow | David Safarjan          | Saba Javad Bolaghi Stanislaw Tsintschenko |
| -74 kg  | Saeid Tavakol   | Magomed Subajirow       | Andrew Howe Andrei Nagorni                |
| -84 kg  | Koloj Kortojew  | Aslanbek Alborov        | Muharrem Erşahin Dato Marsagischwili      |
| -96 kg  | Arfan Amiri     | Jamaladdin Magomedow    | Wadislaw Bajitsajew Fatih Yaşarlı         |
| -120 kg | Don Bradley     | Giorgi Sakandelidse     | Michail Gasajew Hamid Rezaei              |

### Medaillenspiegel (freier Stil)
| Rang | Land               | Gold | Silber | Bronze |
| ---- | ------------------ | ---- | ------ | ------ |
| 1    | Iran               | 3    | 0      | 2      |
| 2    | Russland           | 2    | 3      | 2      |
| 3    | Aserbaidschan      | 1    | 3      | 2      |
| 4    | Vereinigte Staaten | 1    | 0      | 2      |
| 4    | Türkei             | 1    | 0      | 2      |
|      | …                  |      |        |        |
| 9    | Deutschland        | 0    | 0      | 1      |

## Juniorinnen, Freistil

### Ergebnisse
| Klasse | Gold                    | Silber                | Bronze                                   |
| ------ | ----------------------- | --------------------- | ---------------------------------------- |
| -44 kg | Victoria Anthony        | Fujikawa Chaiki       | Sümeyye Sezer Anastasia Tabajewa         |
| -48 kg | Mimura Fuyuko           | Lubow Salinkowa       | Mélanie Lesaffre Naziha Hamza            |
| -51 kg | Walerija Tschepsarakowa | Sulfija Jachjarowa    | Dawaasüchiin Otgontsetseg Hedia Trabelsi |
| -55 kg | Julija Blahynja         | Anastasija Grigorjeva | Marwa Amri Renata Omilusik               |
| -59 kg | Jekaterina Melnikowa    | Irina Husjak          | Ito Yurika Tajbe Jusein                  |
| -63 kg | Henna Johansson         | Veronica Carlson      | Anastassija Brattschikowa Sato Ayaka     |
| -67 kg | Alina Stadnyk-Machynja  | Julia Alborowa        | Navjot Kaur Sandra Makela                |
| -72 kg | Natalja Worobjewa       | Roxana Iancolovici    | Epp Mäe Emma Weberg                      |

### Medaillenspiegel (freier Stil, Frauen)
| Rang | Land               | Gold | Silber | Bronze |
| ---- | ------------------ | ---- | ------ | ------ |
| 1    | Russland           | 3    | 2      | 2      |
| 2    | Ukraine            | 2    | 1      | 0      |
| 3    | Japan              | 1    | 1      | 2      |
| 4    | Vereinigte Staaten | 1    | 1      | 0      |
| 5    | Schweden           | 1    | 0      | 2      |